# 卡纳维拉尔角空军基地5号发射台
卡纳维拉尔角空军基地5号发射复合体 (LC-5)是美国的位于佛罗里达州卡纳维拉尔角空军基地梅里特岛的发射场。用于发射水星-红石运载火箭和朱庇特弹道导弹。
该发射场最为著名的一次发射是水星-红石3号，将美国第一名宇航员艾伦·谢泼德送入太空。此外还发射了搭乘维吉尔·格里森的水星-红石4号，其他任务包括水星-红石1号，1A号和2号。
LC-5总共进行了23次发射（水星-红石运载火箭16次，朱庇特弹道导弹7次），其第一次发射是在1956年7月19日, 最后一次是在1961年7月21日发射水星-红石4号任务。
LC-5附近有一座博物馆，前去游览需经过肯尼迪航天中心游客中心的安排。当年发射水星-红石运载火箭的所有设备都放在陈列馆中。